# Sriracha
Sriracha (taj. ศรีราชา, wym. [sǐːrāːt͡ɕʰāː]) – tajski sos z przetartych papryczek chili z dodatkiem czosnku, octu, cukru i soli. Nazwa sosu pochodzi od nazwy miejscowości Si Racha.